# Liste der Stolpersteine in Berlin-Rahnsdorf
Die Liste der Stolpersteine in Berlin-Rahnsdorf enthält die Stolpersteine im Berliner Ortsteil Rahnsdorf im Bezirk Treptow-Köpenick. Sie erinnern an das Schicksal von Menschen, die im Nationalsozialismus ermordet, deportiert, vertrieben oder in den Suizid getrieben wurden. Die Tabelle erfasst drei Stolpersteine und ist teilweise sortierbar; die Grundsortierung erfolgt alphabetisch nach dem Familiennamen.
| Bild | Name        | Adresse und Koordinate () | Adresse und Koordinate () | Verlegedatum | Leben |
| ---- | ----------- | ------------------------- | ------------------------- | ------------ | ----- |
|      | Elisa Guter | Seestraße 32              |                           | 6. Juni 2013 |       |
|      | Felix Guter | Seestraße 32              |                           | 6. Juni 2013 |       |
|      | Heinz Guter | Seestraße 32              |                           | 6. Juni 2013 |       |